# Vojni pas
Vojni pas koristi se još od davnina. Primjena se očituje višestruko, od borbenih pasa, pasa izviđača pa sve do pasa čuvara i pasa pratitelja. S modernizacijom oružanih snaga diljem svijeta angažman ovih životinja dodatno se povećao i proširio, primjerice u rehabilitacijske svrhe.

## Povijest

### Stari vijek
Sredinom 7. stoljeća prije Krista u ratu drevnih grčkih gradova Efeza i Magnezije na Meandru magnezijske konjanike prati po jedan pas. Psi su korišteni kako bi prvi napadali, a zatim bi po potrebi uslijedio napad konjanika. Jedan od epitafa bilježi pokop magnezijskog konjanika po imenu Hippaemon te njegova psa Lethargosa. Oko 600. godine prije Krista, lidijski kralj Alijat II. pse je koristio u borbama protiv kimerijskih osvajača. Zabilježno je kako su psi ubili neke Kimerijce, dok su ostale rastjerali. Godine 525. prije Krista u bitci kod Peluzija Kambiz II. koristi psihološku taktiku protiv Egipćana grupiravši pse[nedostaje izvor] i razne druge životinje na prvu crtu, aludirajući pritom na egipatsku osjetljivost prema životinjama. Godine 490. prije Krista psi prate Hoplite tijekom Maratonske bitke u borbi protiv Perzijanaca. Deset godina kasnije, Kserkso I. u svom osvjačkom pohodu na Grčku koristi indijske pse.
Godine 231. prije Krista rimski konzul Marcus Pomponius Matho vodi rimske legije u unutrašnjost Sardinije, gdje lokalno stanovništvo pruža gerilski otpor. Koriste se psi kako bi se otkrili domorci koji se skrivaju u otočnim spiljama. Godine 120. prije Krista Bituito, kralj galskog plemena Arverni, napada malu rimsku jedinicu koju vodi konzul Fabije te pritom koristi i pse. Drevno grčko pleme Molosijci uzgajalo je pasminu latinskog naziva Canis Molossus, što je tada u rimskoj vojsci slovio za jednog od nakvalitetnijih pasa za borbu. S vremenom sve više naroda uviđa korisnost pasa u vojsci. Tako ih koriste Egipćani, Perzijanci, Sarmati, Alani, Slaveni i Briti. Stari Grci i Rimljani pse su u vojsci uglavnom koristili za svrhe izviđanja i ophodnje, iako su ponekad bili vođeni i u bitke. Psi bi u borbu često bili poslani i pod zaštitom ili nekom vrstom oklopa. 
Osim područja na starim kontinentima, američki domoroci također koritse pse za prijenos tereta i vuču. Tijekom kasne antike Atila koristi velike mastife tijekom svojih osvajanja.

### Srednji vijek
Tijekom Srednjeg vijeka europska plemićka elita međusobno si daruje plemenite i snažne pse, koji se koriste primjerice u lovu. Razne civilizacije i vojske sve više počinju koristiti pse kako bi obranili svoje karavane ili napadali neprijatelje. 

### Novi vijek
Španjolski konkvistadori koriste pse s oklopom u svojim pohodima na tada novootkriveni američki kontinent. Fridrik II. Veliki tijekom Sedmogodišnjeg rata protiv Rusije pse koristi kao prenosioce poruka. Od 1770. godine pojedine mornaričke jednice francuske vojske u svojim sastavima imaju pse čuvare, a koristi i Napoleon tijekom svojih ratova. Tijekom američko-indijanskih sukoba događa se i prva službena uporaba pasa u vojne svrhe od strane oružanih snaga SAD-a. Tijekom Američkog građanskog rata koriste se Pit bull terrijeri kao psi čuvari i glasnici, ali kasnije i na propagandnim plakatima u svrhu regrutacije vojnika za Prvi svjetski rat.

### Moderno doba
Tijekom Prvog svjetskog rata više vojski koristi pse kao prenosioce poruka. Procjenjuje se kako je preko milijun pasa poginulo tijekom borbi i akcija. Narednik Stubby, američki pit bull terijer mješanac, bio je najodlikovaniji pas u ratu te je postao prvi pas koji je dobio časnički čin u vojsci. Zasluga se očitovala u tome da je otkrio i zarobio jednog njemačkog špijuna. U Drugom svjetskom ratu uporaba pasa dobiva novu dimenziju. Sovjeti koriste pse koji nose eksploziv kako bi uništili nacističke tenkove, što u povijesti postaje poznato kao pojam Protutenkovski pas. Iako su psi bili trenirani kako bi eksploziv s tajmerom donijeli do tenka te pobjegli, u akcijama nisu bili posve uspješni te ih je većina poginula. Američki marinci koriste pse kojse su donirali vlasnici iz cijelog SAD-a u borbama s Japancima na Pacifiku. Tijekom tog vremena doberman postaje službeni pas Američkih marinaca. Većina pasa nakon rata vraćena je svojim vlasnicima. 
Uporaba pasa nastavlja se i kasnije. U Vijetnamskom ratu Oružane snage SAD-a koristile su oko 5.000 vojnih pasa. Procjene govore da je oko 200 pasa preživjelo rat te su vraćeni svojim postrojbama. S vremenom sve moderne vojske u svojoj službi uvode vojne pse. Zanimljivo je napomenuti i činjenjicu kako su 2011. godine specijalne postrojbe američke vojske tijekom akcije ubojstva Osame bin Ladena u svom sastavu imale i belgijskog ovčara po imenu Cairo.

## Uloge pasa u vojsci

### Borba
Borba je jedan od glavnih uloga vojnog psa, ali ne i jedina. Iako su u prošlosti psi tijekom borbe bili zaštićeni određenim vrstama oklopa, do danas je ta praksa napuštena jer oklopi ne mogu izdržati udare modernog vatrenog oružja. Osim toga, pas bez oklopa puno je mobilniji i brže reagira. 

### Stražarenje
Jedna od prvih zadaća pasa u vojsci bila je da danju i osobito noću čuvaju vojne kapmove. Psi bi lajali i zavijali ako bi se stranci kretali u blizini kampa i tako upozorili na potencijalnu opasnost. Kasnije, tijekom hladnog rata, američka vojska koristila je pse kao stražare u blizini skladišta nuklearnog materijala. U Vijetnamskom ratu bilo je slučajeva u kojima su američke snage pse stacionirale ispred prve crte svoje obrane kako bi spriječili neprijateljska upadanja i iznanadne napade. Nakon ovoga značajno su se smanjili napadi na američike baze u Vijetnamu, ali i Tajlandu te se procjenjuje kako su vojni psi u Vijetnamskom ratu spasili preko 10.000 života američkih vojnika.

### Izviđanje, praćenje i traganje
Određeni vojni psi posebno su obučeni da u tišini mogu otkriti neprijateljskog snajperista ili skrivenu eksplozivnu napravu. Jak njuh i sluh koji pas posjeduje omogućuje mu da brže spozna opasnosti nego što to može čovjek. Psi izviđači korišteni su Drugom svjetskom ratu, Korejskom i Vijetnamskom ratu od strane američke vojske kako bi otkrivali zasjede, tajna skladišta oružja i neprijateljske vojnike skrivene pod vodom. Što se tiče zadaća praćenja, u povijesti su psi često korišteni kako bi pratili bjegunce te kretanje neprijateljskih vojnika. Također, psi se često koriste i kod traganja i spašavanja vlastitih vojnih snaga, primjerice iz ruševina. Velika prednost u traganju je i sofisticirana tehnička oprema koju psi nose, poput kamera i mikrofona.

### Logistika i komunikacija
U Prvom svjetskom ratu psi su se jako puno koristili kako bi vukli dvokolice i prenosili manje terete ili poruke. Belgijska vojska koristila ih je za vuču Maximovih topova, nošenje zaliha, pa čak i za vuču ranjenika. Pse za zbrinjavanje ranjenika koristila je i ruska vojska tijekom Drugog svjetskog rata. Psi su se pokazali kao vrlo dobra vučna snaga na snijegu i na neravnu terenu.

### Pronalaženje mina
Velik broj pasa koristi se u razotkrivanju mina. Psi minotragači obučavaju se tako da se koriste ogoljene električne žice ispod tla. Električna energija djelomično udari psa te on na taj način uči da se opasnost krije ispod površine. Međutim, pronalaženje mina za pse je izrazito stresna aktivnost, tako da je mogu obavljati tek u intervalu oko pola sata nakon čega se moraju odmarati. Sukladno tome, život ovih pasa nije dug. 

### Pronalaženje droge i eksploziva
U ovoj ulozi isprepleću se zadaće vojnih i policijskih pasa. Kako imaju vrlo dobar i istreniran njuh, ovakvi psi vrlo lako pronađu skrivene zabranjene supstance na graničnim prijelazima, kontrlolama ili u zračnim lukama. Također, vrlo lako otkrivaju i skrivene eksplozive.

### Zastrašivanje
Oko ove uloge vođene su brojne rasprave, a odnose se primarno na korištenje vojnih pasa u američkim vojnim zatvorima u ratovima u Iraku i Afganistanu. Tako su u iračkim zatvorima Amerikanci koristili pse u zastrašivanju zatvorenika, a vjeruje se kako je ta praksa prenesena s Kube iz američke vojne baze i logora Guantánamo.

### Medicinske svrhe
Vojni se psi u medicinske svrhe koriste na dva načina. Većina ratova, posebice onih većih sukoba poput Drugog svjetskog rata, omogućila je znanstvenicima lakši pristup psima te vršenje raznih istraživanja nad njima. Drugi vid korištenja vojnih pasa u medicinske svrhe jest obuka terapeutskih pasa koji pomažu ratnim invalidima nakon umirovljenja.

### Maskote
Psi su tijekom povijesti često korišteni kao maskote raznih oružanih jedinica. Svrha same ideje jest podizanje morala vojske. Kao poznate maskote američke vojske mogu se navesti psi Sinbad i Judy.

## Vojni psi u OSRH
Oružane snage Republike Hrvatske službene vojne pse koriste od 1992. godine. Prvo nijhovo pojavljivanje bilo je unutar postrojbi Vojne policije. Ubrzo nakon toga, 1993. godine, započinje obuka pasa vodiča i službenih pasa koja postaje temelj razvoja zaštitno-tragačkih desetina, a u vremenu koje slijedi planirani će uzgoj, dresura i pravilna uporaba službenih pasa postati dio važnih i svakodnevnih zadaća Vojne policije. Današnji obučni centar vodiča i službenih pasa nosi službeno ime "Satnik Krešimir Ivošević", a smješten je u vojarni u Dugom Selu te predstavlja dio Središta Vojne policije za obuku "Bojnik Alfred Hill". Raspolaže svim potrebnim resursima, poput instruktora, vježbališta, veterinarske ambulante i sl. Ukupan kapacitet je oko 80 pasa, a najviše se uzgajaju njemački, belgijski i nizozemski ovčari. Razvijena je i međunarodna suradnja s drugim zemljama, poput Švicarske, Danske i Slovenije, a redovita su i sudjelovanja na međunarodnim prvenstvima vojnih pasa.
Od 2003. godine hrvatski vojni psi sudjeluju i u međunarodnim mirovnim misijama. Također, razvijena je i suradnja Ministarstva financija i MORH-a s ciljem obuke vodiča i službenih pasa za detekciju duhana i duhanskih proizvoda koju polaze djelatnici carinskih uprava iz Dubrovnika, Ploča, Splita, Slavonskog Broda i Vukovara, te njihovi budući saveznici u borbi protiv krijumčarenja duhana i duhanskih proizvoda. Kao primjer odlikovanog hrvatskog vojnog psa moguće je navesti labradoricu Kety, koja je za uspješnu provedbu zadaća na mirovnoj misiju u Afganistanu odlikovana i medaljom NATO saveza.